# Howard Hughes
Howard Robard Hughes, Jr. (24 tháng 12 năm 1905 - 5 tháng 4 năm 1976) là một tài phiệt, doanh nhân, nhà đầu tư, phi công, kỹ sư hàng không vũ trụ, nhà phát minh, nhà làm phim và nhà từ thiện người Mỹ. Trong suốt cuộc đời của mình, ông được biết đến như là một trong những cá nhân kinh doanh giàu có nhất trên thế giới. Là một ông trùm phim ảnh, Hughes có uy tín lớn ở Hollywood 
từ cuối những năm 1920, làm những bộ phim có ngân sách lớn và thường gây tranh cãi như The Racket (1928), Hell's Angels (1930), Scarface (1932), và The Outlaw (1943).
Hughes thành lập Hughes Aircraft Company vào năm 1932, tuyển dụng nhiều kỹ sư và nhà thiết kế. Ông đã dành phần còn lại của năm 1930 thiết lập hàng loạt kỷ lục tốc độ bay và chế tạo Hughes H-1 Racer và H-4 Hercules (hiện nay có tên khác là "Spruce Goose"). Ông cũng đã mua và mở rộng Trans World Airlines (TWA, 
sau đó được mua lại bởi và sáp nhập với American Airlines) và sau đó mua lại Air West, đổi tên thành Hughes Airwest. Hughes Airwest 
cuối cùng đã được mua lại và sáp nhập vào Republic Airlines.
Hughes có tên trong danh sách của 51 anh hùng hàng không của tạp chí Flying, đứng ở vị trí thứ 25. Ông được nhớ đến với hành vi lập dị và lối sống ẩn dật trong cuộc sống sau này, gây ra một phần vì chứng rối loạn ám ảnh cưỡng chế và các cơn đau mãn tính ngày một nặng. Di sản của ông được duy trì thông qua tổ chức Howard Hughes Medical Institute.